# ヤナムカ・トゥタニャムカ
ヤナムカ・トゥタニャムカ(Yanamca Tutañamca)は、インカ神話に登場するワカで創造神。ヤナムカ・インタナムカ（ヤナナムカとインタナムカとも。Yananamca Intanamca）と呼ばれることもある。

## 解説
当時のインカのワロチリ地方 (Huarochirí) に残った文書によると、創造神は4柱いて、戦いによって入れ替わった。ヤナムカは最初の創造神だが、次代の創造神ワリャリョ・カルウィンチョの火の力で滅ぼされた。